# パトリシア・オーウェンズ
パトリシア・オーウェンズ（Patricia Owens,  1925年1月17日 - 2000年8月31日）は、アメリカ合衆国の女優である。

## 来歴
1925年、カナダのブリティッシュコロンビア州で生まれる。1933年にイギリスへ移住し、18歳の時にロンドンを舞台にしたミュージカルコメディ映画『Miss London Ltd.』で映画デビュー。その後も映画では端役で出演を続けるも、なかなか大役がない状態が続いていたが、舞台劇『Sabrina Fair』へ出演していたオーウェンの演技を見た20世紀フォックスの重役が、スクリーンテストを受けるよう勧めたことがきっかけでハリウッドでの映画出演のチャンスを得た。1957年に『日のあたる島』でハリウッドデビュー。同年にマーロン・ブランド主演で日本が舞台の『サヨナラ』ではメインキャストに抜擢された。翌年にはヴィンセント・プライス主演のホラー映画『ハエ男の恐怖』へ出演。同作品ではポスターでオーウェンの悲鳴を上げる表情がデザインとして採用されるなど、オーウェンの代表作ともなっている。
2000年、カリフォルニア州のランカスターで死去。75歳だった。

## 出演作品

### 映画
- Miss London Ltd. (1943)
- English Without Tears (1944)
- Give Us the Moon (1944)
- One Exciting Night (1944)
- While the Sun Shines (1947)
- Things Happen at Night (1948)
- Panic at Madame Tussaud's (1948)
- Paper Orchid (1949)
- The Happiest Days of Your Life (1950)
- Old Mother Riley, Headmistress (1950)
- Mystery Junction (1951)
- Crow Hollow (1952)
- 幽霊船 Ghost Ship (1952)
- House of Blackmail (1953)
- 円卓の騎士 Knights of the Round Table (1953)
- 善人は若死にする The Good Die Young (1954)
- 記憶喪失の男 The Stranger Came Home (1954)
- Windfall (1955)
- 日のあたる島 Island in the Sun (1957)
- No Down Payment (1957)
- サヨナラ Sayonara (1957)
- ゴーストタウンの決斗 The Law and Jake Wade (1958)
- ハエ男の恐怖 The Fly (1958)
- 裏切りの密輸船 The Gun Runners (1958)
- フォート・ブロックの決斗 These Thousand Hills (1959)
- Five Gates to Hell (1959)
- 戦場よ永遠に Hell to Eternity (1960)
- 7 Women from Hell (1961)
- 宇宙船X-15号 X-15 (1961)
- Walk a Tightrope (1964)
- 黒い拍車 Black Spurs (1965)
- The Destructors (1968)

### テレビドラマ
- ロンドン警視庁マーチ大佐 Colonel March of Scotland Yard (1956)
- ヒッチコック劇場 Alfred Hitchcock Presents (1959)
- Adventures in Paradise (1959)
- アルコア・シアター Alcoa Theatre (1960)
- 拳銃街道 Tales of Wells Fargo (1962)
- アンタッチャブル The Untouchables (1963)
- ガンスモーク Gunsmoke (1964)
- バークにまかせろ Burke's Law (1966)
- ペリー・メイスン Perry Mason (1966)
- 名犬ラッシー Lassie (1968)